# Comando Conjunto Austral
El Comando Conjunto Austral es una Alta Repartición Ministerial creada el 7 de junio de 1973 y es dependiente del Ministerio de Defensa de Chile, ubicada en la zona jurisdiccional que comprende el territorio de la XII Región de Magallanes y de la Antártica Chilena y sus espacios aéreos y marítimos. Se responsabiliza en el ámbito militar regional de la planificación, organización y coordinación del entrenamiento militar. Efectúa ejercicios conjuntos con sus componentes de tierra, mar y aire, las cuales se materializan en la región por la V.D.E.(V División de Ejército), III.Z.N (III Zona Naval) y IV.B.A. (IV Brigada Aérea). En conjunto con la coordinación de la XII Zona de Carabineros y la XII Región Policial de Investigaciones el Comando Conjunto Austral mantiene la soberanía y seguridad nacional en la Región de Magallanes.

## Reseña histórica
El 6 de junio de 1960, en el gobierno del Presidente de la República de Chile, don Jorge Alessandri, se dictó la Orden Ministerial n. .º 54, que dio creación de un sistema de mando y coordinación integrado, denominada Región Militar Austral. Tal acto permitió dar solución a la problemática derivada del aislamiento de la entonces Provincia de Magallanes con respecto al resto del territorio nacional, unida a las singulares características geográficas y meteorológicas típicas de este austral territorio, recayendo el mando en el Oficial de Armas de Ejército más antiguo. 
El 14 de diciembre de 1978, con la publicación del Decreto Supremo n.º 31, se entrega la misión, estructura, organización y tareas específicas que debe desarrollar este órgano de maniobra de la Defensa Nacional, estableciendo una relación directa de mando a través del Ministerio de Defensa Nacional y su ubicación dentro del ámbito estratégico, designando en ese entonces al General de División don Nilo Floody Buxton, como su primer Comandante en Jefe.
- Datos: Q5778237